# シークエンスはやとも
シークエンスはやとも（1991年（平成3年）7月8日 - ）は、日本の男性お笑い芸人、YouTuber。

## 概要
本名は高橋 駿等（たかはし はやとも）。二松學舍大学卒業。吉本興業東京本社所属。東京NSC20期生。「霊視芸人」として知られている。愛称は「はやとも」。お笑い芸人、YouTuberの活動以外にも作家、コラムニストとしても活動している。お笑いコンビ「ポンゴ」のメンバーで、ボケ担当。相方は 金城めくるくん。YouTubeチャンネル「怨路地チャンネル【怪談&都市伝説&心霊&ホラー】」のメンバー。YouTubeチャンネル「心霊調査ビッグサマー」のメンバー。お笑いトリオ「ウォーリーズジャパン」の元メンバー。父はYouTuberのシークエンスPAPAとも。

## 経歴
東京都渋谷区の日本赤十字社医療センターの病院で誕生。
小学3年生の頃、自宅の3階のベランダから外を見ていると、向かいのマンションから男性二人が現れ、男性二人の殺人現場を目撃してしまう。殺害された男性が死ぬ直前に目が合い、怖くなり部屋に戻る。翌日、目が覚めて横を向くと殺されて死んだはずの男性の霊が自分の目の前におり、それからトイレや風呂であっても四六時中ずっと一緒に生活することとなる。ある日、父に「お前、それ自分でとれないのか」と言われ、父も霊が視える人だったことが分かり、「とれない」と返すと「俺がなんとかしておくから、今日は寝ろ」と言われ、翌日目が覚めたら男性の霊は居なくなっていた。
中学校時代は生徒会に入っていた。
高校時代はラグビー部だった。
大学時代は二松學舍大学文学部国文学科映像メディア専攻を卒業。中学高校国語教員免許を取得。中学までは「視えることが恥ずかしい」と考えており、周りには言えなかったが、大学に進学する頃は感性が育ち「こいつには言っていいか」という相手には打ち明けていたと言う。
大学卒業後は（2014年）NSC東京校の20期生として入学。高校時代からの友人と入り、コンビ結成したもののすぐに解散。再びコンビを組むが2度目の解散となり、ピン芸人としてやっていく事を決意。ピン芸人としては湘南乃風や関暁夫のものまねを持ち芸としていた。当初は霊感を隠していたが、芸歴3ヶ月目に出演したオーディションライブのエンディングで同期が「シークエンスはやともは幽霊が見えるんですよ」と言ったことから、当時のMC担当をしていたダイタクの吉本大の目に留まり、その勧めで霊視を始めた。
2016年の春頃、火事で自宅が全焼。1週間程、家族で車中泊をしながら過ごしその後は事故物件の家に住んでいた。
入居時は霊が居たそうだが全員にお願いして出て行ってもらい、火事の時に亡くなった愛犬ラガーが霊となって現れ、消えるまで1年半程ともに過ごした。女性自身で「ポップな心霊論」の連載を開始し、コラムニストとしても活動を始めた。
2017年、YouTubeチャンネル「心霊調査ビッグサマー」のメンバーになった。
2019年、『R-1グランプリ』で3回戦進出に進出するも敗退。YouTubeチャンネル「ディズニー探偵シークエンスはやとものDisneyDiscoveryTV」を開設し、YouTuberの活動を開始。ディズニー関連の動画の内容はマニアックで、かなりのディズニー好きとしても知られるようになった。
2020年1月、『怪談最恐戦 2019』で準決勝に進出するも敗退し、ベスト4で終えた。3月「ホンマでっか⁉︎TV」に出演後、かなりの反響があり依頼や相談があとを絶たず、TwitterのDMがパンク状態となった。YouTubeチャンネル「怨路地チャンネル【怪談&都市伝説&心霊&ホラー】」のメンバーになった。また、自身の現在のメインチャンネル「シークエンスはやともチャンネル〜1人で見えるもん。」を開設。心霊系の動画を投稿し始める。8月、自身初の書籍『ヤバい生き霊』（光文社）を執筆し、作家としても活動を始めた。12月、2冊目の書籍『霊が教える幸せな生き方』（KADOKAWA）を執筆。
2021年1月、自身のYouTubeのメインチャンネル「シークエンスはやともチャンネル〜1人で見えるもん。」のチャンネル登録者が10万人を突破した。3月、金城めくるくん、りゅうたろうとのお笑いトリオ「ウォーリーズジャパン」を結成した。5月、YouTubeチャンネル「シークエンスはやとも2ndチャンネル〜聞かなかったことにして下さい〜」を開設。6月、YouTubeチャンネル「ウォーリーズジャパン」を開設。9月、3冊目の書籍『トナリの怪談』（集英社）を執筆。10月、『M-1グランプリ』で2回戦進出するも敗退。
2022年5月、結婚を報告した。8月、4冊目の書籍『近づいてはいけない いい人 - 一億総サイコパス社会の歩き方 - 』（ワニブックス）を執筆。10月、『M-1グランプリ』で2回戦進出するも敗退。
2023年1月、父のシークエンスPAPAともが死去。3月、「ウォーリーズジャパン」からりゅうたろうが脱退し、今後はシークエンスと金城がコンビとしてやっていく事を発表した。同月、たっくーTVれいでぃおが開催した怪談大会『T-1グランプリ 2023』に出場し、決勝まで進出したが、ぁみに惜しくも敗れ、準優勝で終えた。同月、コヤッキースタジオが開催した『シンジラレナイハナシ』で「MVT（Most Variable 都市伝説）」獲得した。4月、子供が生まれた。4月20日、金城と共にお笑いコンビ「ポンゴ」として活動を開始。4月25日、八木勇生との共著で書籍『「憑き物」のトリセツ』（ヒカルランド）を執筆。6月、女性自身で連載していた「ポップな心霊論」が終了した。10月、『M-1グランプリ』で2回戦進出するも敗退。12月、参加者全員（主催者のコヤッキーを除く）が「MVT」獲得経験者の中で行われた『シンジラレナイハナシ』で年間チャンピオンに選ばれた。
2024年4月、「シンジラレナイマガジン」にてコラムの執筆を開始。

## 成績
- 怪談最恐戦 ベスト4：1回（2019年）[6][7]
- T-1グランプリ 準優勝：1回（2023年）[11]
- シンジラレナイハナシ「MVT（Most Variable 都市伝説）」獲得：1回（2023年）[12]
- シンジラレナイハナシ 年間チャンピオン：1回（2023年）[16]
- R-1グランプリ 3回戦進出：1回（2019年）[5]
- M-1グランプリ 2回戦進出：3回（2021年 - 2023年）[9]

## 人物
東京都渋谷区に生まれ、育ちは東京都大田区糀谷。
一人っ子。
既婚。子供が1人いる。
学生時代はラグビー部だった。
中学高校国語教員免許を取得している。
足の大きさ24.5cm。
趣味はロングボートのサーフィン。
フリーメイソンに入ったものの土間土間の集会へ行かなかったため、退会させられている。
霊能者で霊視が出来る。父のシークエンスPAPAともや父方の祖母も霊能者だった。また父方の祖母は生前は沖縄に住んでおり、自身よりも強い霊能力を持っていたと話している。

### 芸風
主に自身の心霊実体験や人伝に聞いた怖い話を伝える怪談芸人として活動している。
霊視が出来る為、相手に憑いている存在をiPadでイラストを描き「生き霊チェック」として教えるのを得意としている。
新旧両方のドラえもんのモノマネが得意である。

## 出演

### テレビ
1996年
- 奇跡の生還! 九死に一生スペシャル（1996年、日本テレビ）

2017年
- 特捜警察ジャンポリス#158ゴールデンウィークだから…本当にこわ～い怪談SP!（2017年5月6日、日本テレビ）
- ウチのガヤがすみません!（2017年8月1日、日本テレビ）

2018年
- 深夜喫茶スジガネーゼ（2018年2月11日、フジテレビ）
- 実話怪談倶楽部第九怪（2018年2月24日、フジテレビONE）
- おじさん爆弾（2018年6月27日、テレ朝チャンネル1）
- 一夜づけ 映画「BLEACH」公開記念！第1回死神オーディション!!(1)（2018年7月12日、テレビ東京）
- 一夜づけ 映画「BLEACH」公開記念！第1回死神オーディション!!(2)（2018年7月19日、テレビ東京）
- 一夜づけ 映画「BLEACH」公開記念！第1回死神オーディション!!(3)（2018年7月26日、テレビ東京）
- 桃色つるべ〜お次の方どうぞ〜＃172 怯えて笑ってたじろいで（2018年7月13日、関西テレビ）
- 桃色つるべ〜お次の方どうぞ〜（2018年7月26日、関西テレビ）
- 実話怪談倶楽部第十四怪（2018年8月21日、フジテレビONE）
- 特捜警察ジャンポリス#226残暑にぴったり怪談スペシャル！（2018年9月1日、日本テレビ）
- 東野・岡村の旅猿13 プライベートでごめんなさい… 「都内で納涼スポット巡りの旅」2（2018年9月12日、日本テレビ）
- 中居くん決めて!（2018年11月26日、TBS）
- ウチのガヤがすみません!（2018年12月4日、日本テレビ）

2019年
- スカパー!アダルト放送大賞（2019年、スカパー!）
- ニノさん（2019年12月22日、日本テレビ)

2020年
- ホンマでっか!?TV（2020年2月26日、フジテレビ）
- ホンマでっか!?TV（2020年3月4日、フジテレビ）
- ホンマでっか!?TV4時間SP（2020年3月25日、フジテレビ）
- 特盛!よしもと 今田・八光のおしゃべりジャングル （2020年3月28日、読売テレビ）
- ダウンタウンなう（2020年4月10日、フジテレビ）
- 行列のできる法律相談所3時間スペシャル（2020年6月14日、日本テレビ）
- 実話怪談倶楽部The Secret〜第三十三怪〜（2020年6月19日、フジテレビONE）
- MBの俺のドラ1（2020年7月1日、BS12）
- マルコポロリ（2020年7月12日、関西テレビ）
- ホンマでっか!?TV（2020年7月15日、フジテレビ）
- オスカル!はなきんリサーチ#144（2020年8月14日、テレビ朝日）
- さんまのお笑い向上委員会（2020年8月22日、フジテレビ）
- 華丸大吉&千鳥のテッパンいただきます!（2020年8月25日、関西テレビ）
- 最恐映像ノンストップ8（2020年8月26日、テレビ東京）
- おじさん爆弾（2020年8月26日、テレ朝チャンネル1）
- 嵐ツボ（2020年8月27日、フジテレビ）
- アウト×デラックス（2020年8月27日、フジテレビ）
- 東野・岡村の旅猿17 プライベートでごめんなさい… 「再び都内で納涼スポット巡りの旅」第2話（2020年9月2日、日本テレビ）

2022年
- 口を揃えた怖い話（2022年7月11日、2022年12月20日、TBS）
- やりすぎ都市伝説（2022年12月23日、テレビ東京）

2023年
- 口を揃えた怖い話（2023年6月29日、TBS）
- 何するカトゥーン? （2023年12月25日、フジテレビ）

2024年
- バズリズム（2024年3月8日、日本テレビ）
- 口を揃えた怖い話（2024年7月29日、TBS）

### ラジオ
2016年
- AVALON（2016年8月18日、J-wave）

2020年
- レコメン！（2020年6月17日、文化放送）
- くにまるジャパン 極（2020年7月3日、文化放送）
- レコメン！（2020年8月19日、文化放送）

### 動画サイト
- 月刊ゴールデンボンバー☆淳怨 : 呪われた部屋（2020年7月22日、ニコニコ生放送）
- DDTの木曜TheNIGHT #104（2020年7月24日、ABEMA SPECIALチャンネル）
- 木村さ～～ん！＃104「木村拓哉のオーラは何色？守護霊や生き霊を霊視しちゃいました！」（TOKYO FM × GYAO!)
- 【シークエンスはやとも】最後ま見た方がいい！ガチトーク【驚異の三部作/その壱】（Aha!TV）
- 【シークエンスはやとも】本当に怖かった体験は、まさかの！？【心霊/怪談/その弐】（Aha!TV）

### 映画
- 見える子ちゃん（2025年6月6日公開予定）[20]

## 書籍

### 単著
- 近づいてはいけない いい人 - 一億総サイコパス社会の歩き方 - （2022-08-24、ワニブックス）[21]
- トナリの怪談（2021-09-17、集英社）[22]
- ヤバい生き霊（2020-08-04、光文社 ISBN 978-4334951856）[23]
- 霊が教える幸せな生き方（2020-12-16、KADOKAWA）[24]

### 共著
- 「憑き物」のトリセツ（2023-04-25、ヒカルランド）共著者：八木勇生[13]

### 連載
- シンジラレナイマガジン（2024年4月 - 、コヤッキースタジオ）[17]
- ポップな心霊論（2016年12月 - 2023年6月、女性自身）[14]